# Pólyán
Bodrogmező vagy Pólyán (1899-ig Lelesz-Polyán, szlovákul: Poľany) község Szlovákiában, a Kassai kerület Tőketerebesi járásában.

## Fekvése
A Felső-Bodrogközben, Királyhelmectől 7 km-re északra, Lelesz és Szolnocska települések között, a Latorca bal oldalán.

## Elnevezése
Az első fennmaradt írásos forrásban 1214-ben Poylen alakban szerepelt.
Az első magyar hivatalos formáját 1905-ben szabályozták Bodrogmező formában, azelőtt a Lelesz-Polyán formát használták. Az első bécsi döntést követően ismét a Bodrogmező hivatalos magyar formát használták. A második világháború után Csehszlovákiában a jogfosztások ideje alatt a magyar nyelv használatát előbb betiltották, majd korlátozták.
A szlovák jogrend értelmében a településeknek vagy azok részeinek ma is csak egy hivatalos szlovák neve van, tehát a magyar helységnévhasználat a kormányrendeletek mellékletei ellenére nem minősülnek hivatalos magyar helynévnek. Az 534/2011 sz. szlovák kormányrendeletének melléklete értelmében a szlovákiai közigazgatásban használható magyar forma Pólyán (Ezt használják az önkormányzatok a magyar nyelvű érintkezésükben legalább 1999-től, amióta a korábbi kormányrendelet hatályos és ez szerepel többek között a helységnévtáblákon is). A kisebbségi kormánybiztos hivatala által összeállított lista azonban nem veszi figyelembe még a szlovákiai azonos magyar névalakokat sem, mint ahogy a lista szlovák politikai befolyásoltsága is egyértelmű.

## Története
1214-ben a leleszi alapítólevél „Poylen” alakban említi. 1369-ben „Polyan” néven bukkan fel írott forrásban. Várszög nevű határrészén állt 1404-ben egykori vára, amely a Csebi család tulajdonában állt. Nyoma sem maradt. A falunak 1557-ben 5 adózó portája volt. 1715-ben 21 ház nélküli és 12 lakott jobbágytelke létezett. 1787-ben 66 házában 475 lakos élt.
Határában fekszik a leleszi alapítólevélben (1214) is említett Puszta-Csernyő (Csernopolo) dombja, melyen a község református temetője található. Puszta-Csernyő lakosai a községet a 18. század végén hagyták el, beköltöztek Pólyánban és megépítették a református templomot.
A 18. század végén Vályi András így ír róla: „POLÁNY. Tót falu Zemplén Vármegyében, földes Ura a’ Leleszi Prépostság, lakosai többen ó hitüek, fekszik Leleszhez közel, mellynek filiája, határja ollyan, mint Leleszé, első osztálybéli.”
A 18. század végéig a leleszi prépostság birtoka volt, amikor is a rendet feloszlatták. Ezután kincstári birtok. 1828-ban 101 házát és 758-an lakták. Lakói főként mezőgazdasággal foglalkoztak.
Fényes Elek 1851-ben kiadott geográfiai szótárában így ír a faluról: „Polyána (Lelesz), magyar-orosz falu, Zemplén vmegyében, Leleszhez 1/2 órányira: 78 romai, 427 g. kath., 302 ref. lak. Gör. kath. és ref. anyatemplom. 660 hold termékeny szántóföld. F. u. a leleszi prépostság. Ut. p. Ungvár.”
Borovszky Samu monográfiasorozatának Zemplén vármegyét tárgyaló része szerint: „Bodrogmező, azelőtt Leleszpolyán. Magyar kisközség a Latorcza völgyében. A leleszi premontrei prépostság ősi birtoka, mely az idők folyamán Polyan, Polyen, sőt Paylen néven is szerepelt. A premontrei rend eltörlése után a kincstárra szállt, de később a rend visszakapta a birtokát. Van 149 háza és 827 lakosa, kiknek nagyobb része gör.-kath. vallású. A községben gör.-kath. és ev. ref. templom van, melyeknek építési ideje ismeretlen. A falu postája és távírója Lelesz, vasúti állomása pedig Perbenyik. Ide tartozik a Vilhány nevű erdőőrlak.”
1920-ig Zemplén vármegye Bodrogközi járásához tartozott. 1938 és 1944 között újra Magyarország része.

## Népessége
| Év:            | 1994. | 2004. | 2014.   | 2024.    |
| -------------- | ----- | ----- | ------- | -------- |
| Emberek száma: | 460   | 529   | 557     | 479      |
| Eltérés:       |       | +15 % | +5,29 % | -14,00 % |

| Év:            | 2023. | 2024.   |
| -------------- | ----- | ------- |
| Emberek száma: | 482   | 479     |
| Eltérés:       |       | -0,62 % |

A falut 1910-ben 781-en, túlnyomórészt magyar anyanyelvűek lakták.
2001-ben 517-en lakták, ebből 429 magyar és 72 szlovák.
2011-ben 535 lakosából 403 magyar és 74 szlovák volt.
2021-ben 506 lakosából 105 (+13) szlovák, 375 (+21) magyar, 16 (+9) cigány, 1 ruszin, 2 egyéb és 7 ismeretlen nemzetiségű volt.

## Nevezetességei
- Az 1794 és 1802 között épült klasszicista görögkatolikus templomban egy lényegesen régebbi – valószínűleg a 17. századból származó –, szép ikonosztáztion látható.[8] A templomot 1885-ben megújították.
- Református temploma 1823-ban épült klasszicista stílusban.
- Falunapját július utolsó vagy augusztus első hétvégéjén rendezi.

## Gazdasága
Termelőszövetkezete 2002-ben csődbe ment. 2006-ban lakosságának egyötöde nyugdíjas, a munkanélküliségi ráta eléri az 50%-ot.

## Testvértelepülések
Magyarországi testvérközsége Mikóháza .
Polány (Magyarország)